# Shandong Bandao
Shandong Bandao (chinesisch 山東半島 ‚Shandong-Halbinsel‘) ist eine kleine Halbinsel an der Ingrid-Christensen-Küste des ostantarktischen Prinzessin-Elisabeth-Lands. Im Gebiet der Larsemann Hills ragt sie von der Basis der Halbinsel Haizhu Bandao in die Quilty Bay.
Chinesische Wissenschaftler benannten sie im Jahr 1993. Namenspate ist offenbar die gleichnamige Shandong-Halbinsel in China.